# Studen SZ
| SZ ist das Kürzel für den Kanton Schwyz in der Schweiz. Es wird verwendet, um Verwechslungen mit anderen Einträgen des Namens Studen zu vermeiden. |

Studen ist eine Ortschaft der Gemeinde Unteriberg, Kanton Schwyz, Schweiz.

## Geographie
Studen liegt in den Schwyzer Voralpen auf einer kleinen Ebene am Oberlauf der Sihl, südlich des Sihlsees. Die Ortschaft gehört zur historischen und touristischen Region Jbrig, bzw. Ybrig. Im Norden und Westen des Dorfes erheben sich sanfte Hügelzüge, während im Süden und Osten hohe Voralpengipfel aufragen. Unmittelbar über dem Dorf erhebt sich der 2098 m ü. M. hohe, markante Fluebrig. Im Sihltal südlich des Dorfes liegt das Quellgebiet der Sihl mit dem Sihlseeli auf 1825 m ü. M. und dem 2214 m ü. M. hohen Höch Hund, dem höchsten Punkt der Gemeinde Unteriberg. Das Sihltal ist nicht zu verwechseln mit dem Zürcher Sihltal am Unterlauf des Flusses. 
Studen ist das höchstgelegene Dorf am Sihlufer. Die Ortschaft besteht aus den zusammengewachsenen Ortsteilen Dörfli und Adelmatt sowie aus dem Weiler Ochsenboden.

## Namensherkunft
Der Begriff Studen stammt von mittelhochdeutsch stûde, neuhochdeutsch Staude, holziger Busch oder Strauch. «Namen mit Studen weisen immer auf einstigen oder noch bestehenden Staudenbewuchs hin.»

## Bevölkerung
Von den (im Jahr 2017) 422 Einwohnern waren 31 Ausländer. 324 Einwohner gehörten der Römisch-Katholischen Kirche und 175 der Reformierten Kirche an, während 267 Einwohner einer anderen oder keiner Konfession angehörten.

## Geschichte

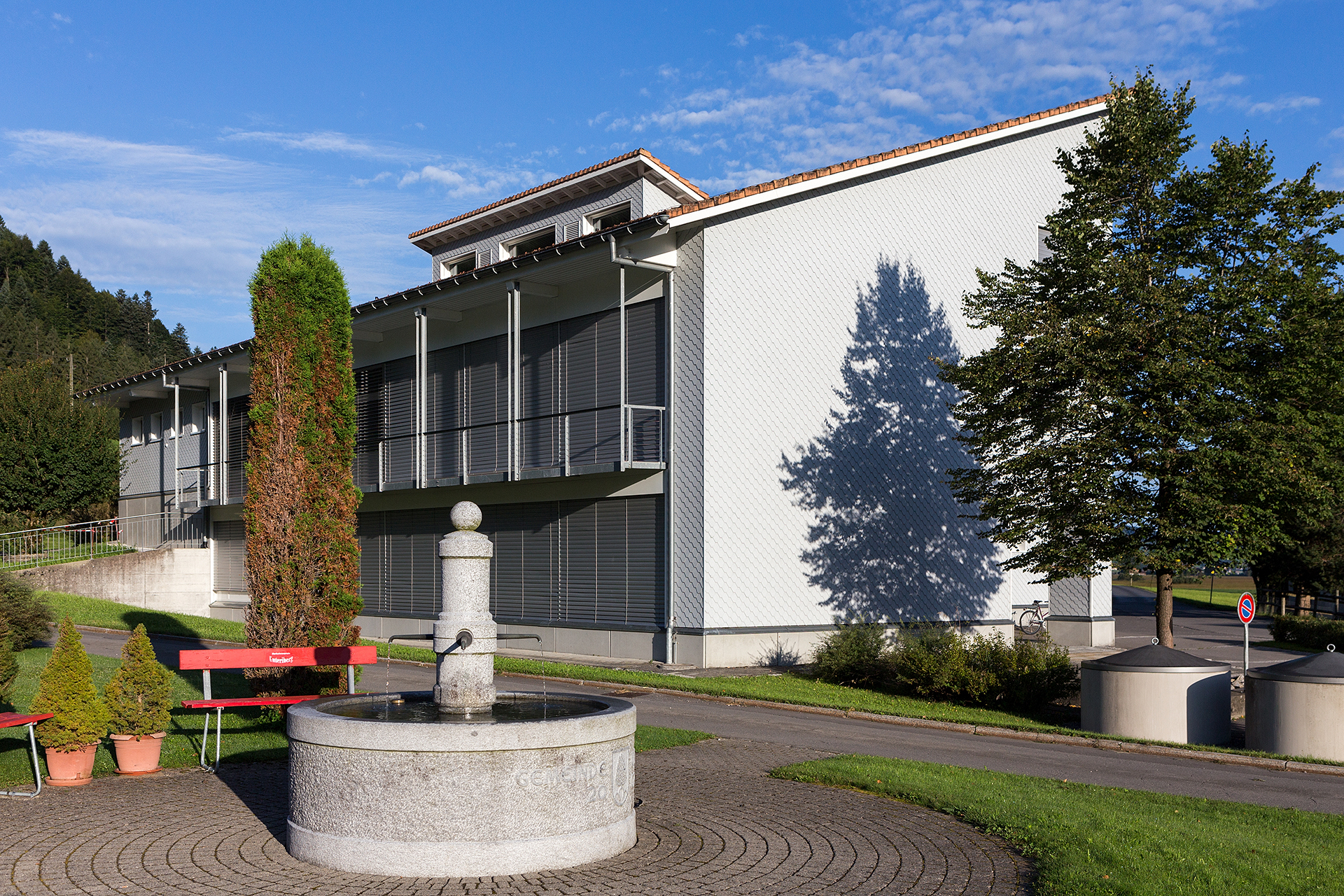
Schulhaus

Politisch und kirchlich gehörte Studen während Jahrhunderten zur Gemeinde Jberg, aus der 1884 die eigenständigen politischen Gemeinden Oberiberg und Unteriberg gebildet wurden.
Studen erhielt 1854 erstmals ein eigentliches Schulhaus, das 1993 durch den heutigen Bau ersetzt wurde.
Seit 1855 ist das bis dahin nur von Schwyz aus über die Ibergeregg gut erreichbare Voralpendorf mit Einsiedeln verbunden und auch von Zürich aus gut erreichbar.

## Kirche und Pfarrei St. Wendelin

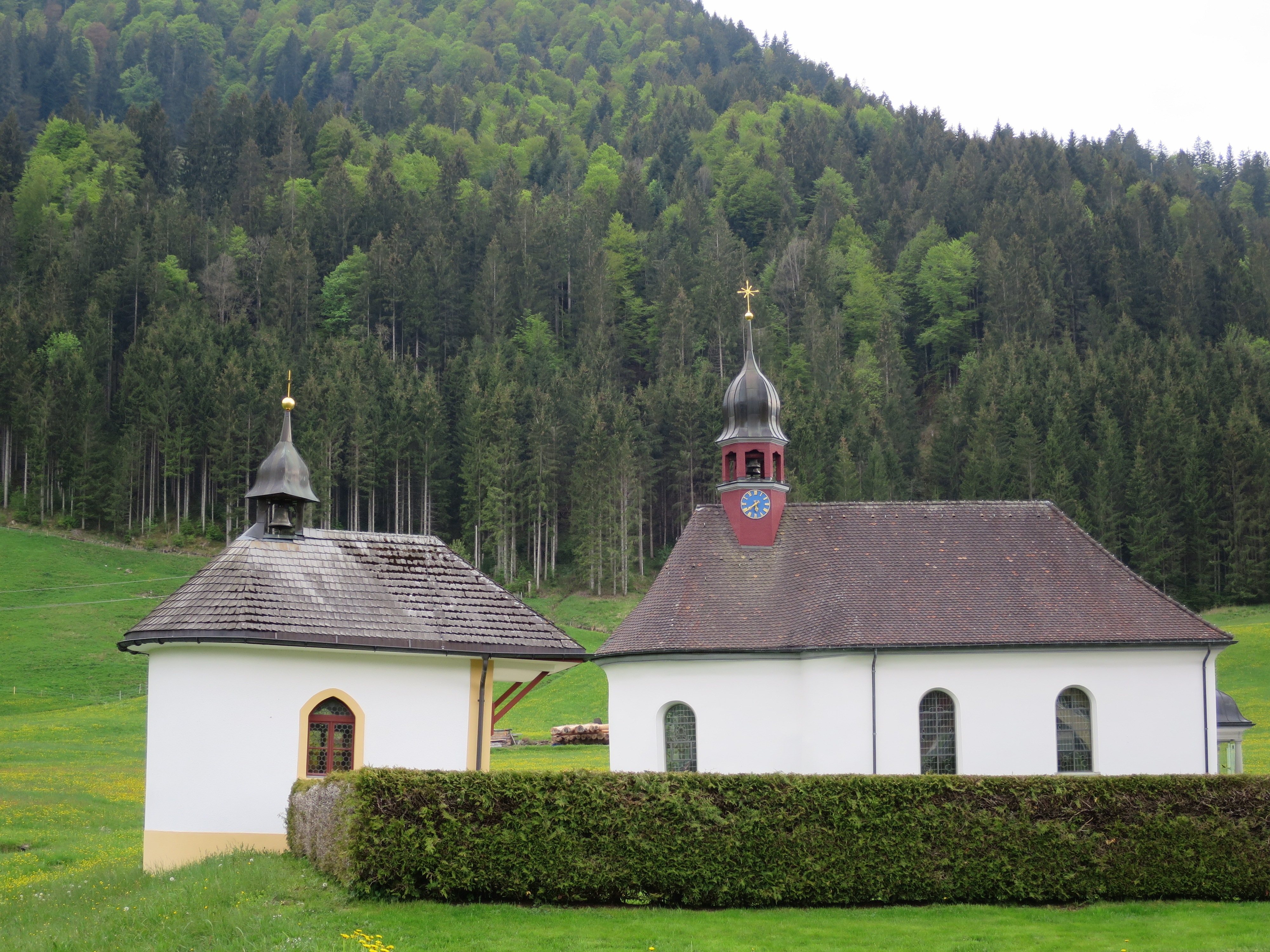
Kirche St. Wendelin und Friedhofskapelle

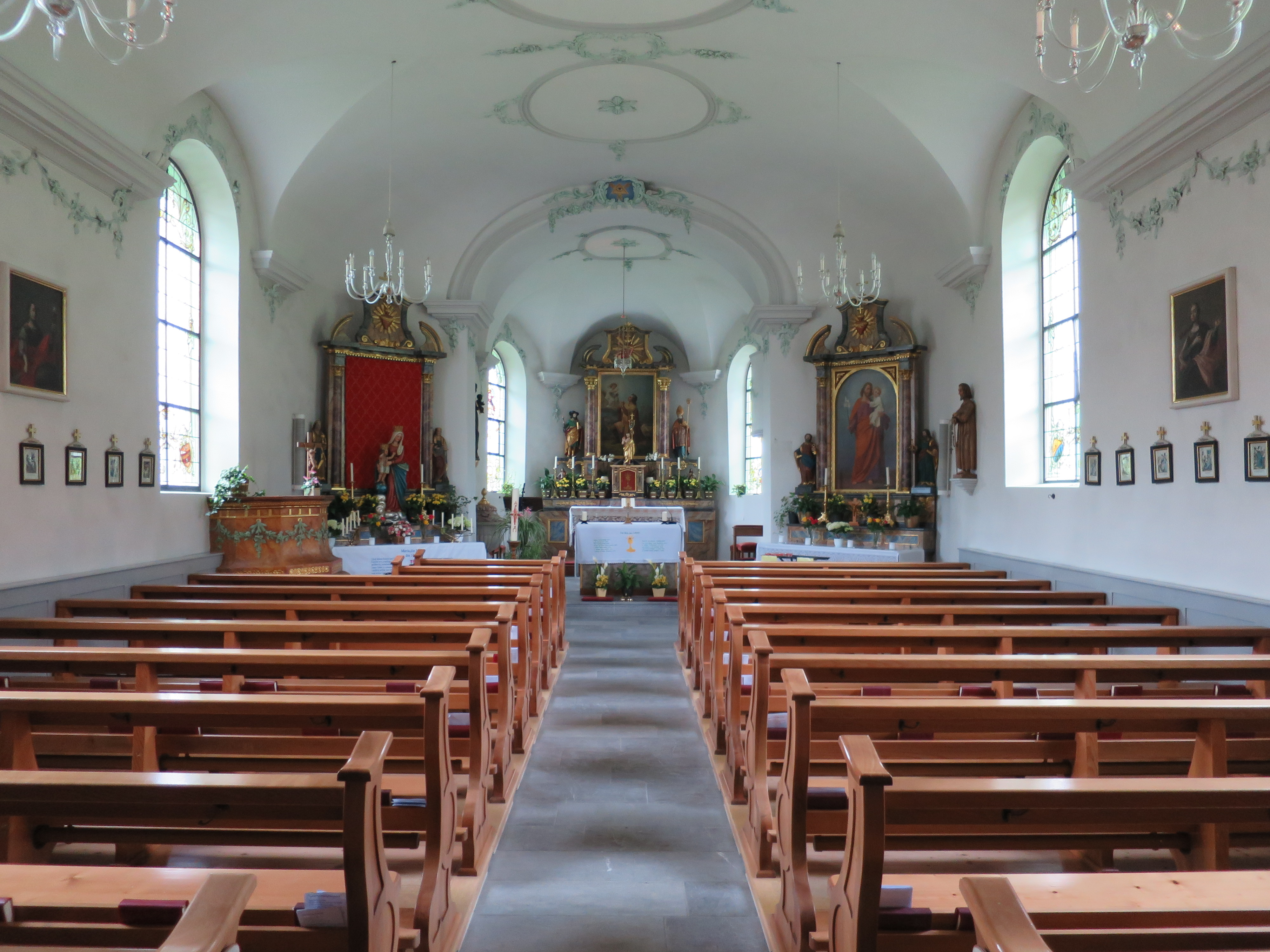
Innenraum der Kirche St. Wendelin, im Schmuck des Marienmonats Mai

Da Kirche, Schule und Gemeindezentrum der alten Gemeinde in Oberiberg situiert waren, unter der Schul- und Kirchweg besonders im Winter für die Studemer unzumutbar war, wirkte ab 1789 ein Kaplan als Prediger und Lehrer in Studen. Zunächst musste ein Wohnhaus als Schul- und Betstube dienen. 1794 bis 1795 wurde die heutige Pfarrkirche St. Wendelin errichtet. Der Bau stand unter der Ägide des Klosters Einsiedeln, das einen Grossteil der Innenausstattung spendete und mit ihrem Abteibaumeister Martin Oelgass auch den Bauleiter stellte. Doch der Weg zur eigenständigen Pfarrei erfolgte über mehrere Etappen: Erst 1849 wurde ein Pfarrvikariat eingerichtet, sodass ein Taufstein installiert und ein Friedhof mit Friedhofskapelle angelegt werden konnten. 1928 wurde Studen selbstständige Kirchgemeinde und 1977 Pfarrei. Die Pfarrei Studen wird zurzeit vom selben Priester betreut, wie die Pfarrei Unteriberg. 1995 wurde die Kirche letztmals renoviert.
Die einfache Saalkirche mit Chor und Dachreiter besitzt ein einheitliches Dach, das dem konkav-konvex fliessenden Übergang zum Chor elegant folgt. Der Innenraum wird dominiert durch die Wirkung des Hochaltars und der beiden Seitenaltäre. Das Hochaltarbild zeigt den Kirchenpatron St. Wendelin in der Anbetung des Christuskindes. Es wurde um 1850 von einem Stanser Maler namens Kaiser im spätnazarenischen Stil geschaffen und ersetzt das ursprüngliche Altarbild, das den heiligen Michael zeigte. Die Stuckaturen an Wänden und Decke sind im späten Rokokostil gestaltet, während die Altäre bereits Elemente des Klassizismus aufweisen. Neben den Altären sind die kaum erhöhte Kanzel und die Orgel auf der Rückempore erwähnenswert. Das Instrument wurde 1953 von der Firma Späth Orgelbau gebaut und verfügt über elf Register auf zwei Manualen und Pedal.

## Wirtschaft und Tourismus
Der grösste Wirtschaftsbetrieb in Studen ist der 1953 gegründete Werkschiessplatz Ochsenboden, seit 1990 Erprobungszentrum Ochsenboden von Rheinmetall Defence.
Studen ist wirtschaftlich von Landwirtschaftsbetrieben und Kleingewerbe geprägt. Eine weitere Rolle spielt der Tourismus. Besonders im Winter ist die ausgedehnte Sihlebene bei Studen ein bevorzugtes Langlaufgebiet. Studen verfügt über ein Langlaufzentrum und ein Sport-Restaurant. In der Sommersaison bietet sich die Region als Wandergebiet an. Im Ochsenboden befindet sich der im Jahr 2000 gegründete 18-Loch-Golfplatz des Golf Club Ybrig mit öffentlichem Restaurant. 

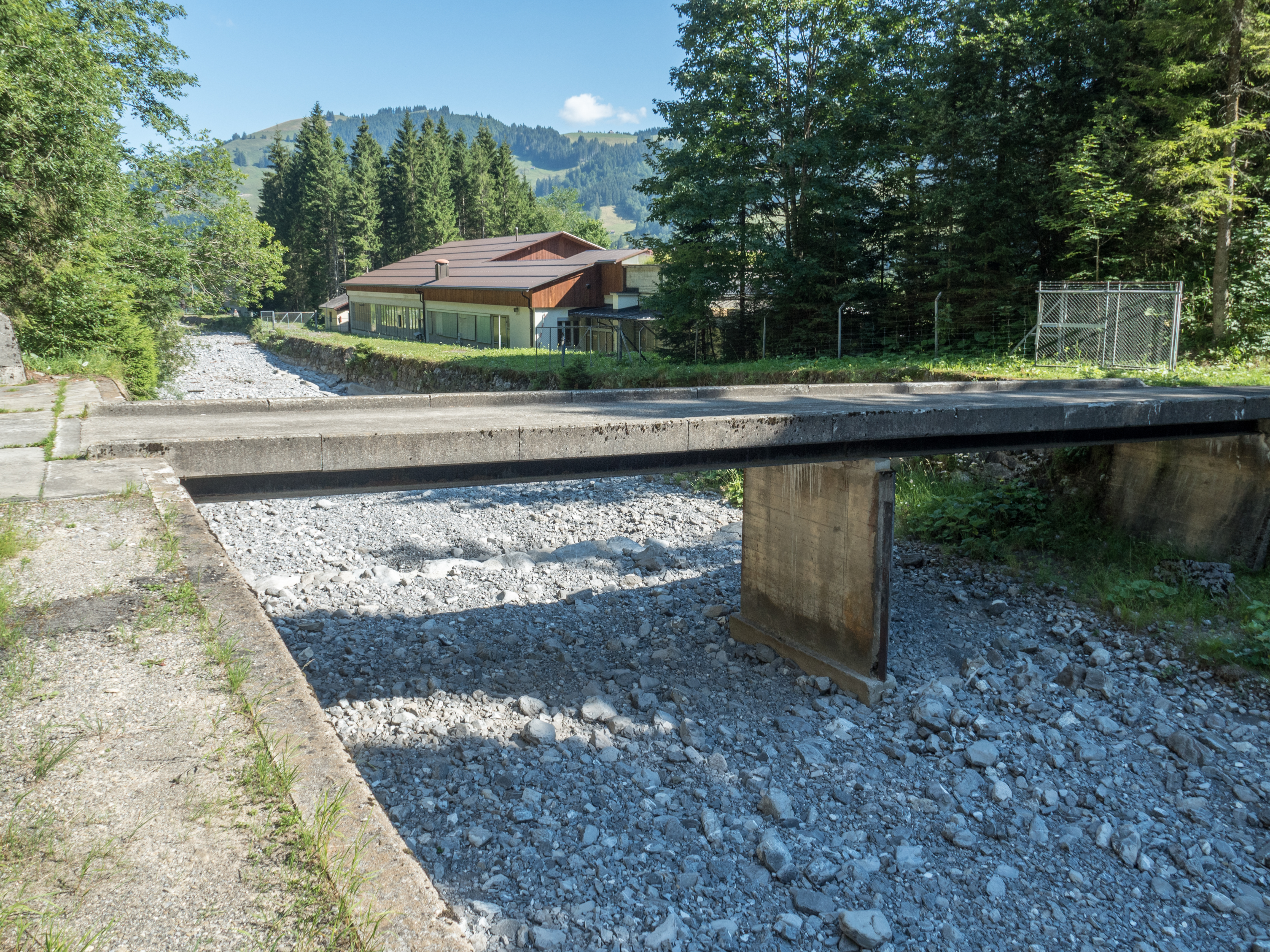
Erprobungszentrum Ochsenboden, Rheinmetall Defence am Flussbett der Sihl in Studen (2018)
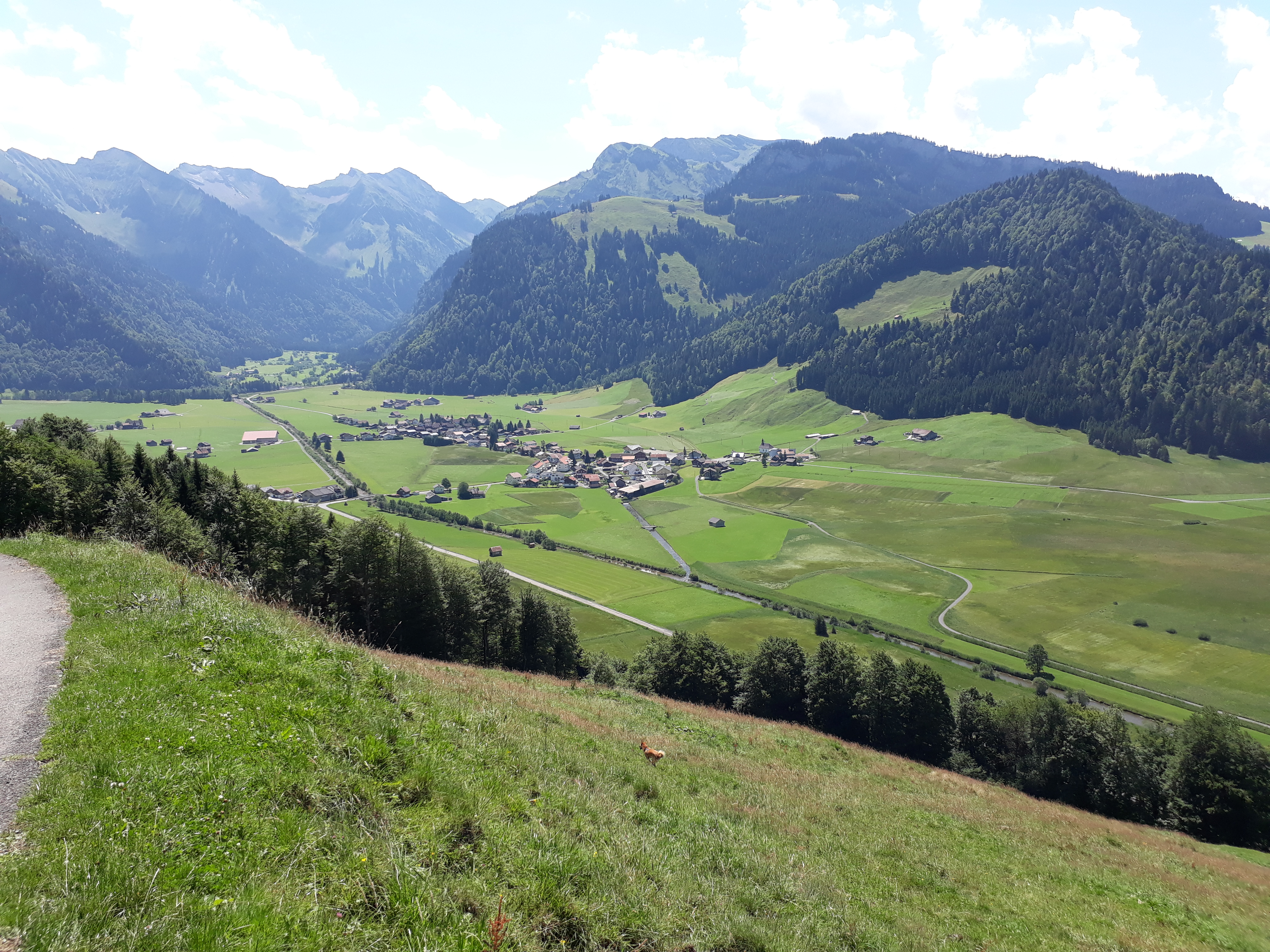
Sommerliches Studen vom Stockrain aus
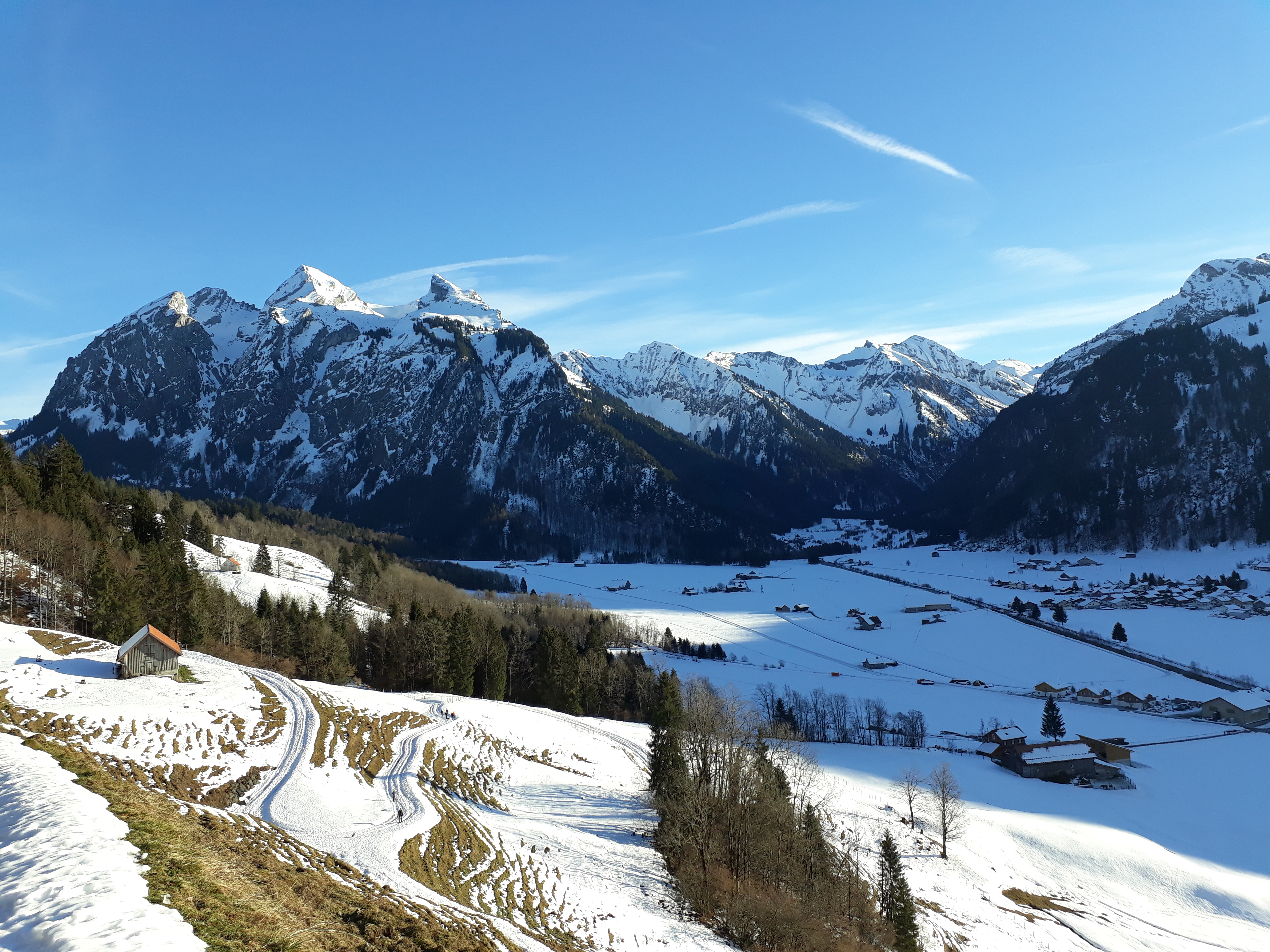
Winterliches Studen vom Stockrain aus
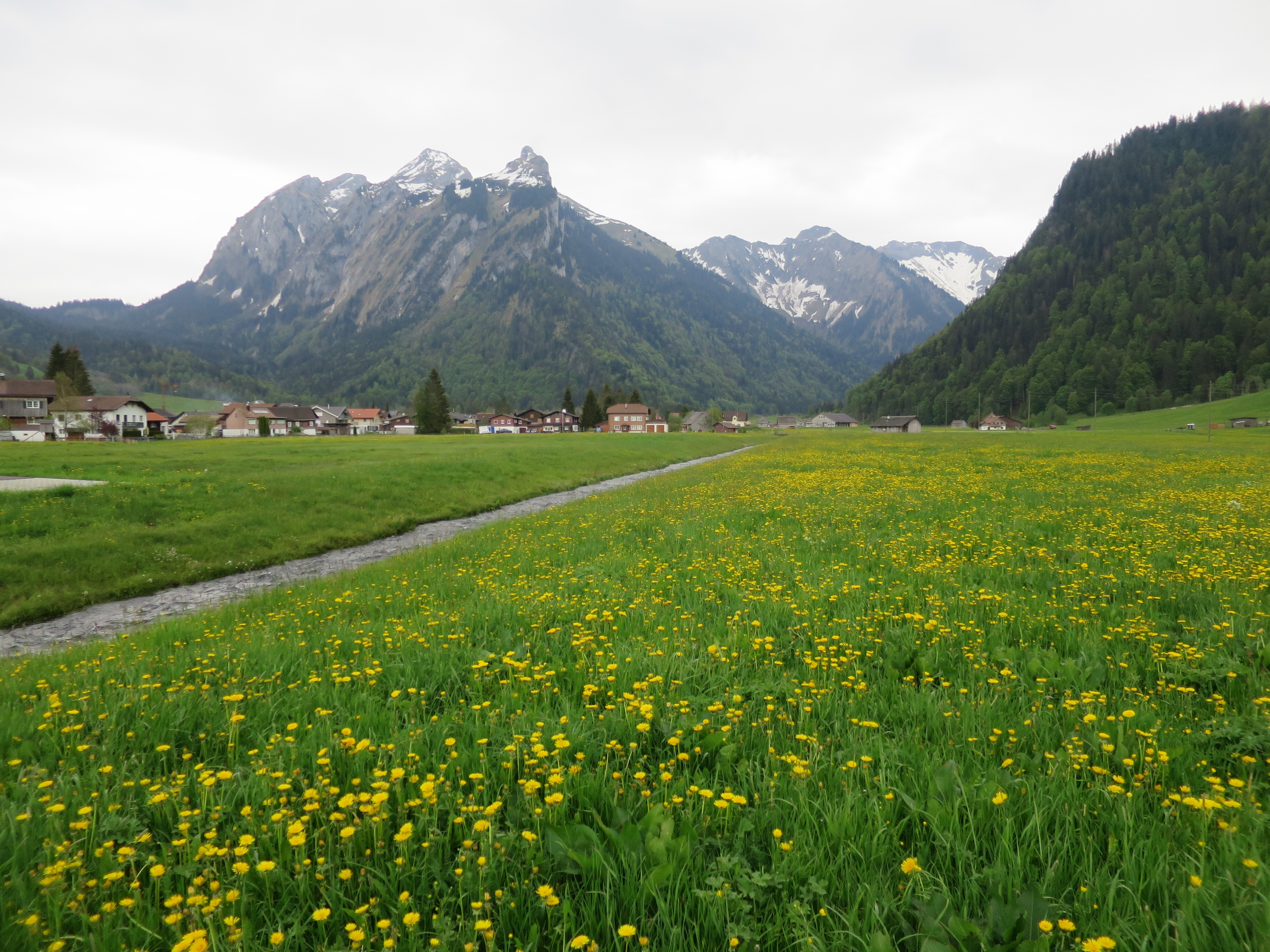
Blick über den Ortsteil Adelmatt mit Fluebrig
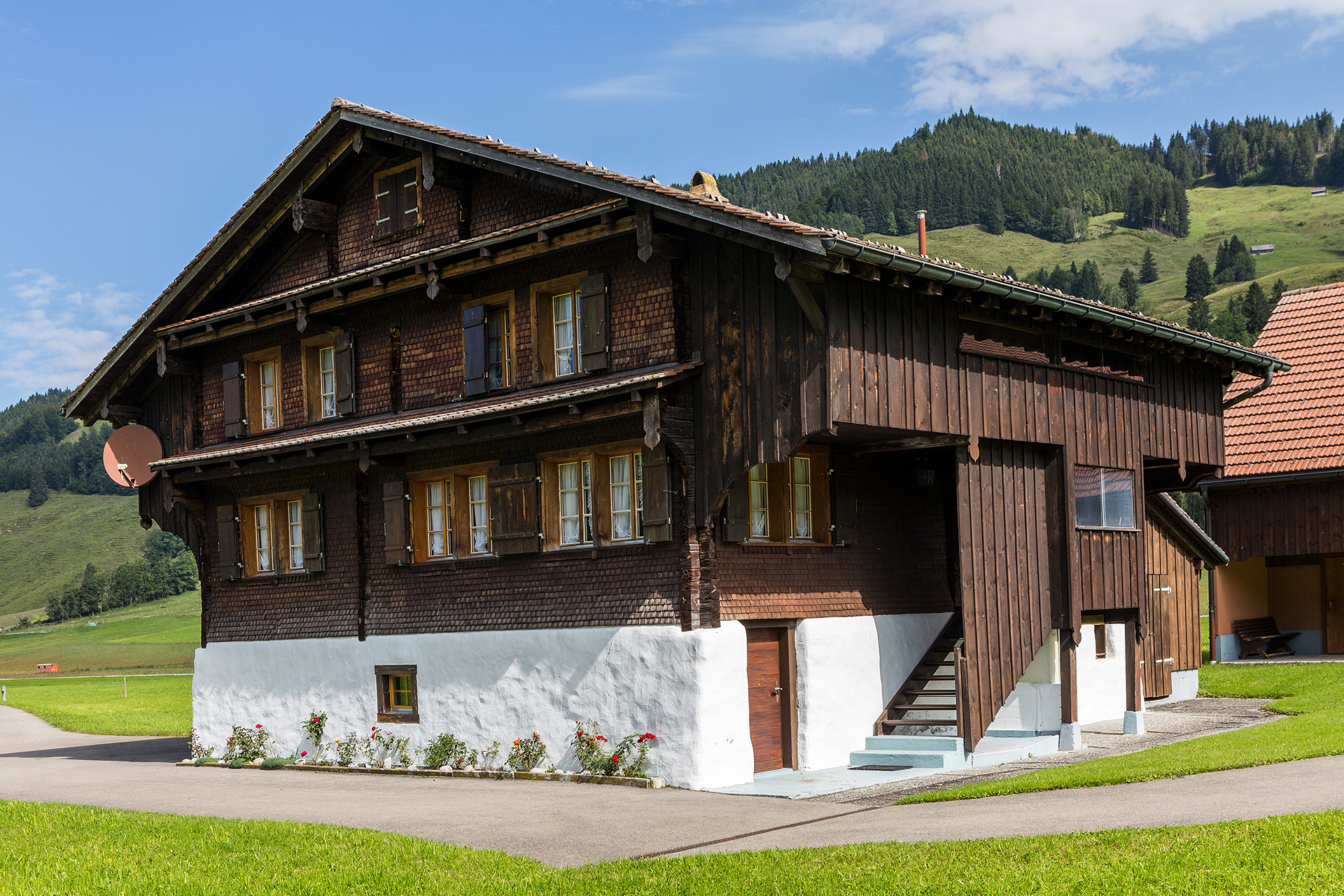
Typisches Tätschdachhaus mit Klebdächern
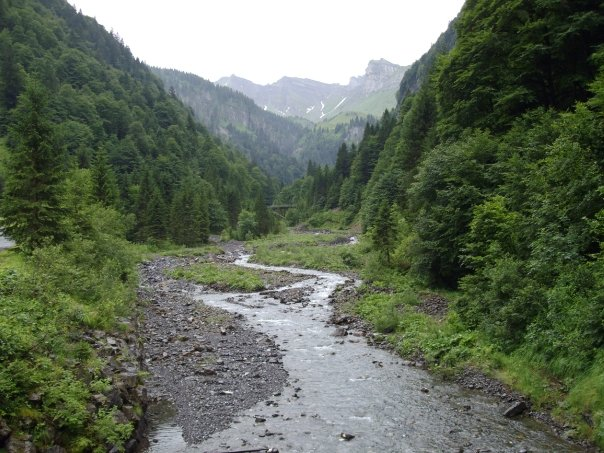
Oberlauf der Sihl mit Blick ins Quellgebiet